# Andries Van den Abeele
Pour les articles homonymes, voir Van Den Abeele.
Andries Van den Abeele, né à Bruges le 12 avril 1935, est un historien, homme politique belge et promoteur de la conservation du patrimoine architectural.

## Biographie
Andries (André) Maurice Jean Marie, baron Van den Abeele, a fait ses études primaires et secondaires au collège Saint-Louis à Bruges, au collège Saint-Joseph à Alost et au collège Saint-Jean-Berchmans à Bruxelles. Il est Candidat en Philosophie et Lettres des Facultés Notre-Dame de la Paix de Namur.
Ses premières activités en faveur du patrimoine se situent dans le cadre de l'association « Marcus Gerards » fondée avec quelques amis en 1965, ayant pour but la conservation et la rénovation du patrimoine architectural à Bruges. Pendant de nombreuses années il en fut le secrétaire et en demeure le président.
Il est depuis 1980 membre de la Koninklijke Commissie Monumenten en Landschappen (Commission royale des monuments et sites pour la région flamande), en tant que vice-président, puis comme président.
Conseiller communal de Bruges du 1er janvier 1965 jusque fin 1982 (et à nouveau au début des années 1990), il fut échevin des finances et de la rénovation urbaine du Grand Bruges (1972-1977). Il parvint en 1976 à redresser les finances en difficulté de cette ville. Il est connu pour ses activités en matière de rénovation urbaine. Il fut à l'origine du « Plan de structure de la ville de Bruges » (premier en son genre en Belgique) et organisa l'achat et la rénovation par la ville de plusieurs centaines de maisons laissées à l'abandon dans la ville historique. Les initiatives brugeoises acquirent une renommée nationale, puis internationale. Sur les sujets de rénovation urbaine et de conservation de monuments, Van den Abeele a publié de nombreux articles et rapports. Il fut rapporteur, introducteur ou orateur à nombre de congrès et réunions tant en Belgique qu'à l'étranger.
Andries Van den Abeele est marié (1966) avec Mireille Morel. Ils ont trois enfants, Claire, Isabelle et Antoine et sept petits-enfants. Depuis 2016 sa sœur Thérèse est marié en deuxièmes noces avec le baron Roger Coekelbergs.

## Honneurs
Concession de noblesse héréditaire et titre personnel de baron lui ont été accordés motu proprio le 22 mai 1989. Sa devise : Conservare ac procedere (« Conserver et aller de l’avant »).
- Lieutenant d’aviation e.r. (COR)
- Chevalier de l’ordre ludique 't Manneke uit de Mane en 1991

## Publications

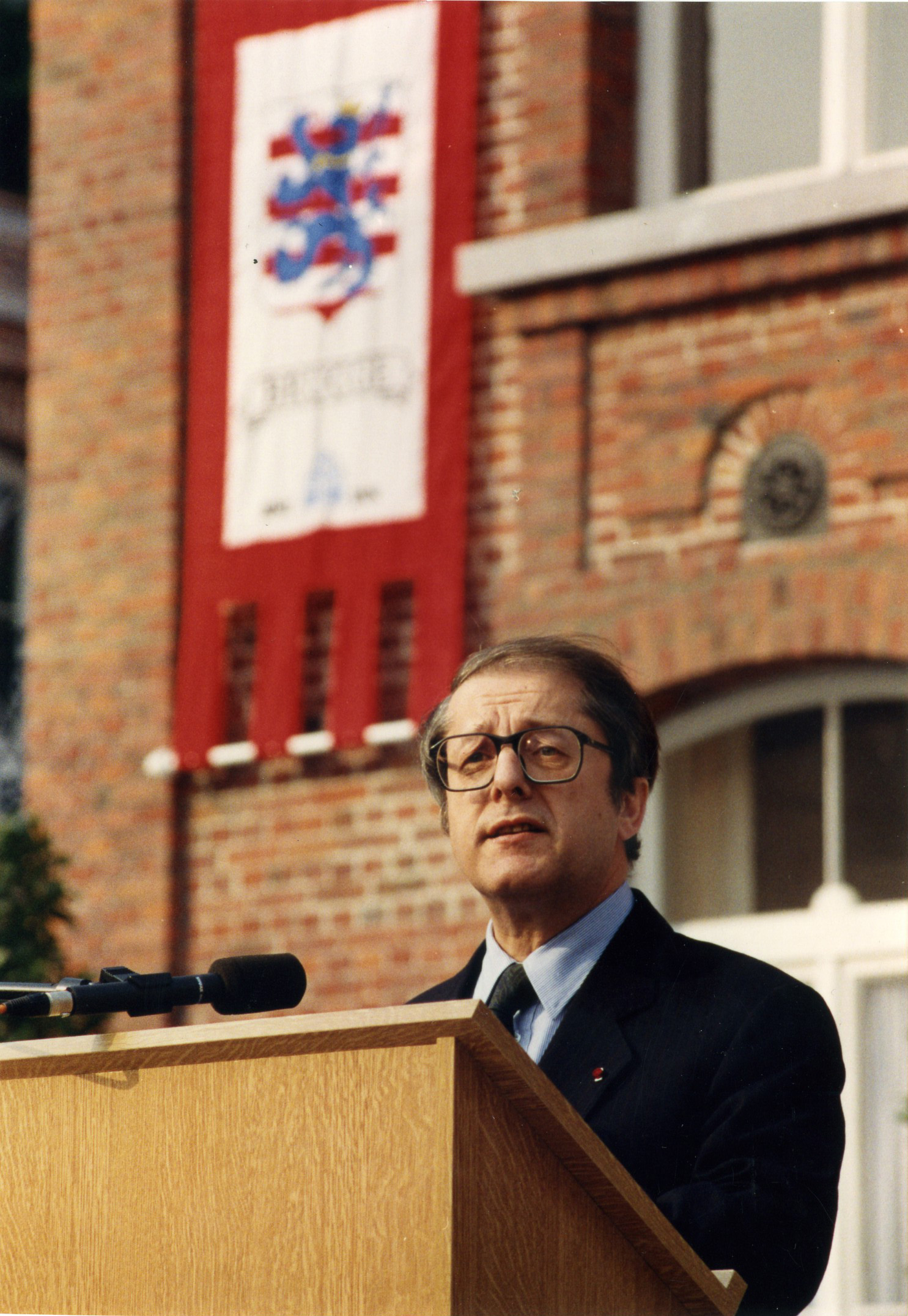
Andries Van den Abeele en 1991.

### Ouvrages
Andries Van den Abeele a publié des livres et articles, parmi lesquels des écrits consacrés à la franc-maçonnerie, comprenant :
- In Brugge onder de Acacia. De vrijmetselaarsloge ‘La Parfaite Égalité’ (1765-1774) en haar leden, Brugge, 1987, 384 blz.
- Les enfants d'Hiram. Francs-maçons et franc-maçonnerie, Bruxelles, 1992, 320 p. (Egalement paru en néerlandais: De Kinderen van Hiram, Bruxelles, 1991 et 2011 (OCLC 32133700)).
- La Réunion des Amis du Nord à Bruges, une résurrection manquée (1986)

Il a consacré un livre à son arrière-grand-père et son temps : 
- Emiel Van den Abeele - een vechter (1969). (OCLC 69249668)

Ses autres publications (la plupart en néerlandais, mais également en français et anglais) incluent :
- Structuurplan Brugge (1976) en collaboration avec plusieurs auteurs
- Structuurplan Brugge, drie jaar later. Voorlopige conclusies en ervaringen (1976)
- Bruges (Artis Historia) (1980) en collaboration avec Paul Van Leirsberghe. Publié également en néerlandais.
- Het negentiende-eeuws Sint-Jan, een monument (1981)
- Livre blanc du patrimoine culturel immobilier (1981) en collaboration avec plusieurs auteurs. Publié également en néerlandais.
- Ik kom u te vragen een uytsteekbart (1983)
- Van achter de wilgen, delen 1 tot en met 7 (1986-1992)
- Brugge mort (1990)
- Makelaars en handelaars (1992), en collaboration avec Christophe Catry
- Bruges, ville aux cent visages (1994) en collaboration avec Hugo Maertens et Frans Verleyen. Publié également en néerlandais et anglais. (OCLC 41070220)
- Jardins et coins secrets de Bruges (1998) en collaboration avec Hugo Maertens. Publié également en néerlandais et anglais. (OCLC 55749380)
- Het ridderlijk gezelschap van de Witte Beer (2000)
- Epitaaf voor Dirk De Witte (2002)
- Joseph François Marie Justin comte de Viry, un parcours européen (2005)
- De Balie van Brugge. Geschiedenis van de Orde van advocaten in het gerechtelijk arrondissement Brugge (1810-1950, (2009)

Il a en outre publié des articles et études dans e.a. les Annales de la Société d'Emulation de Bruges, Biekorf, Brugs Ommeland, Vlaamse Stam, Wetenschappelijke Tijdingen, Tijdschrift voor nieuwste geschiedenis, De Leiegouw.

### Articles
Dans la série d'articles Stad in oorlog: zeven steden, zeven verhalen de l'hebdomadaire Knack, Andries Van den Abeele a relaté sa jeunesse passée lors de l'occupation de Brugge par les Allemands entre 1940 et 1944.

## Distinctions
- Commandeur de l'ordre de la Couronne
- Chevalier de l'ordre des Arts et des Lettres